# Ariamnes huinakolu
Ariamnes huinakolu là một loài nhện trong họ Theridiidae.
Loài này thuộc chi Ariamnes. Ariamnes huinakolu được miêu tả năm 2007 bởi Gillespie & Rivera.